# Mbacké (Senegal)
Mbacké ist eine Stadt im zentralen Westen des Senegal. Sie ist Präfektur des Départements Mbacké in der Region Diourbel. Baulich ist sie mit der muslimischen Pilgermetropole Touba zusammengewachsen. Beide gemeinsam bilden mit bald 900.000 Einwohnern die größte Bevölkerungskonzentration des Landes außerhalb der Hauptstadtregion Dakar.

## Geographische Lage
Mbacké liegt im Osten der Region Diourbel, 38 Kilometer von der Regionalpräfektur Diourbel entfernt. Bis zum Zentrum von Touba sind es acht Kilometer in Richtung Nordosten.

## Bevölkerung
Die letzten Volkszählungen ergaben für die Stadt jeweils folgende Einwohnerzahlen:
| Jahr | Einwohner |
| ---- | --------- |
| 1988 | 38.847    |
| 2002 | 51.124    |
| 2013 | 77.255    |

## Verkehr
Durch Mbacké führt die Nationalstraße N 3. Sie verbindet Thiès, Khombole, Bambey und Diourbel im Westen mit Touba, Dahra, Linguère, Ourossogui und Matam an der Grenze zu Mauretanien im Nordosten.
Über den bei Thiès 125 km entfernt gelegenen Flughafen Dakar-Blaise Diagne ist Mbacké an das internationale Luftverkehrsnetz angeschlossen.

## Wirtschaft und Infrastruktur
Die Stadt leidet unter Randlage zur Metropole Touba und macht sie als Wirtschaftsstandort unattraktiv. So gehört sie zu den Départementspräfekturen mit der schwächsten Wirtschaftskraft und Infrastruktur. Es gibt keine ihrem Rang angemessene Ausstattung etwa mit Schulen, Krankenhäusern, Ärzten oder Banken.